# Farmaci e teratogenesi
Per teratogenesi si intende lo sviluppo anomalo di organi nell'embrione, per cause di varia natura, sia dal punto di vista funzionale che strutturale. Tra esse i farmaci assunti dalla madre durante la gravidanza hanno una notevole importanza. Risulta perciò importante lo studio del fattore di rischio teratogenico di ogni farmaco, per evitarne l'assunzione durante i periodi in cui esso potrebbe danneggiare l'embrione. Numerosi enti si sono occupati di trovare una classificazione valida in fasce di rischio relativo, ma non se ne è ancora trovata una che sia accettata universalmente.

## Inizio degli studi teratogenici
A lungo in medicina si è ritenuto che il prodotto del concepimento nell'utero materno fosse completamente protetto dalla placenta. In realtà si è scoperto che essa risulta permeabile anche ad agenti potenzialmente dannosi.
Il primo a notare che fattori dipendenti dalla madre potessero essere collegati alle malformazioni dei nascituri fu Norman McAlister Gregg, nel 1941. Egli notò la corrispondenza tra bambini affetti da cataratta congenita e il fatto che le loro madri fossero state contagiate dalla rosolia durante la gravidanza.
All'inizio degli anni sessanta si ebbe il primo caso accertato di teratogenesi dovuta a farmaci assunti dalla madre durante la gravidanza. Era stato riscontrato il collegamento tra l'utilizzo di talidomide come sedativo nei primi mesi di gravidanza e la comparsa di gravissime malformazioni degli arti superiori dei neonati (focomelia), tanto da provocarne, non senza resistenze da parte della casa produttrice, il ritiro dal commercio. Questo caso scosse fortemente l'opinione pubblica, e pose all'attenzione di tutti la necessità di studi sulla possibile teratogenicità dei farmaci.

## Valutazione teratogenica
Dal momento che test di laboratorio su donne in gravidanza per possibili effetti teratogeni non possono essere svolti per il rischio di malformazioni a cui si esporrebbe il feto, tutti gli studi si basano su sperimentazioni su animali e studi epidemiologici.
Qualora fossero riscontrati effetti teratogeni in un farmaco, l'eventuale commercializzazione dello stesso viene considerata valutando gli effetti negativi e i benefici terapeutici del farmaco.

### Studi su animali
La normativa internazionale prevede tra gli studi che precedono la commercializzazione di un farmaco sperimentazioni su animali, volte tra l'altro a stabilire un eventuale rischio teratogeno dello stesso. Per quanto riguarda i farmaci commercializzati di recente, tali studi sono gli unici disponibili, in quanto non si possono ancora avere riscontri sufficienti per gli studi epidemiologici (vedi dopo).
Gli studi su modelli animali sono volti a verificare se l'esposizione ad un determinato farmaco causi danni gravi e immediati all'embrione: se provochi cioè malformazione, morte o ritardo nello sviluppo.
L'esposizione di animali da esperimento al farmaco avviene durante il periodo di sviluppo degli organi nell'embrione (organogenesi).
Gli animali utilizzati in questi studi sono almeno di due specie differenti: solitamente Roditori (ratti o topi) e Lagomorfi (conigli). Si somministrano tre dosaggi differenti di farmaco, per studiare se esista o meno una connessione tra dose ed effetto (vedi dopo). Solitamente essi corrispondono ad un sottodosaggio ad un dosaggio normale e ad un sovradosaggio (rispetto all'uomo).
Nel caso di una connessione con la dose, si chiama soglia quel dosaggio che non provoca danni osservabili.
Lo studio su animali presenta dei vantaggi così come dei limiti per la valutazione obiettiva del rischio teratogeno di un farmaco sull'uomo.
In primo luogo la risposta all'esposizione di uno stesso farmaco può variare notevolmente a seconda della specie considerata: la causa di tale discrepanza è probabilmente da cercarsi nella differente farmacocinetica delle varie specie. La conoscenza di tali valori farmacocinetici permetterebbe di stabilire relazioni più precise tra le soglie negli animali e le soglie negli esseri umani. Un'altra causa è il fatto che i tempi dell'organogenesi variano da specie a specie, e quindi ciò può falsare notevolmente i risultati.
Si può notare il fatto che alcuni farmaci risultati teratogeni sugli animali, non hanno dato lo stesso risultato sugli uomini, e molto spesso le dosi che si rivelano teratogene negli animali sono ampiamente superiori a quelle somministrate di norma ai pazienti. Tuttavia ogni farmaco risultato teratogeno per l'uomo (escluso il misoprostolo) è risultato teratogeno anche negli esperimenti su animali.
Gli animali da esperimento sarebbero quindi molto sensibili, in quanto in grado di mostrare risposte positive per l'uomo, ma poco specifiche, in quanto raramente danno risposte negative per l'uomo.
Uno degli errori di interpretazione dei dati sperimentali è di ritenere che l'esposizione ad un farmaco che ha provocato negli animali una certa malformazione dia necessariamente la stessa malformazione negli umani. In realtà, come si è detto, si hanno differenze intraspecifiche, e quindi la presenza di un rischio teratogeno nell'animale è indicativa solamente di una generica potenzialità teratogena.

#### Risultati degli studi su animali
I risultati ottenuti dalla sperimentazione su animali vanno interpretati alla ricerca di un effettivo rischio teratogeno sugli embrioni umani.
Tre possono essere i risultati a cui porti tale studio:
1. Nessun effetto: durante gli esperimenti non si sono riscontrati effetti avversi. Se i valori farmacocinetici tra la specie animali utilizzate e l'uomo sono simili, o se la concentrazione farmacologica nell'embrione animale è maggiore di quella prevedibile nell'embrione umano, allora il farmaco si può considerare a basso rischio
2. Nessuna malformazione ma manifestazione di effetti avversi: durante gli esperimenti si sono riscontrati un maggior numero di embrioni morti, un ritardo nello sviluppo o anomalie minori, ma non di malformazioni maggiori. Solitamente la manifestazione di questi effetti avversi si riflette sul corpo materno (calo di peso). Se tali effetti si sono presentati insieme ad alte concentrazioni ematiche del farmaco. Nel caso le concentrazioni fossero simili a quelle riscontrabili negli esseri umani, allora il rischio teratogeno diventa più consistente.
3. Manifestazione di malformazioni maggiori: durante gli esperimenti si sono riscontrate malformazioni importanti. Nel caso tale risultato sia presente in entrambe le specie animali utilizzate, e si dimostri una dose-dipendenza, il rischio teratogeno per l'uomo è elevato.

### Studi epidemiologici
Il maggior contributo a tale studio viene però dalle segnalazioni particolari di possibili correlazioni tra malformazioni del feto e farmaci assunti durante la gravidanza. A fronte di tali segnalazioni vengono quindi svolti studi epidemiologici (e talvolta clinici) "a posteriori". Grande importanza per un'accurata valutazione del rischio teratogenico sta nell'estensione del periodo di osservazione per la comparsa di eventuali anomalie (follow-up): si è scoperto che numerosi farmaci hanno effetti teratogeni a lungo termine.
Essi possono muoversi verso la ricerca di un nesso tra farmaco e maggiore incidenza delle anomalie (studi di coorte) o verso la dimostrazione del nesso di causalità tra farmaco e casi specifici (caso-controllo).

#### Studi di coorte
Gli studi di coorte (detti anche studi prospettivi) consistono nel confronto tra i normali valori probabilistici di comparsa di una malformazione nella popolazione e gli stessi valori in un gruppo di individui che sia stato esposto nella fase fetale ad un determinato farmaco.
Nel caso vi fosse un divario sostanziale tra i due valori, ovvero se la probabilità di avere una malformazione fosse molto più alta nel caso di utilizzo di un farmaco da parte della madre rispetto ai valori normali, si avrebbe una prima prova della teratogenicità del farmaco in questione.
Tuttavia, la difficoltà di dimostrare incontrovertibilmente il nesso causa-effetto diretto e la bassa frequenza delle malformazioni studiate, rende poco adatto per la valutazione teratogenica lo studio di coorte.

#### Studi caso-controllo
Gli studi caso-controllo (detti anche studi retrospettivi) consistono invece nello studiare una certa malformazione e ricercare un possibile fattore ricorrente tra i singoli casi. Qualora un'alta percentuale dei malformati avesse in comune l'esposizione ad un determinato farmaco, questa sarebbe una forte prova del suo probabile effetto teratogeno.
Questa tipologia di studio risulta più efficace in quanto la propria base di studio riguarda già un settore particolare della popolazione (gli affetti da una certa anomalia) e quindi risulta indipendente dalla rarità della malformazione.
Tuttavia, essa si basa su un'anamnesi dipendente dalla memoria della madre, e quindi mantiene un certo grado di incertezza dovuto alla possibile distorsione (bias) della realtà, causata da memorie imprecise o imperfezioni sul campione preso in esame.

### Studi alternativi
Attualmente, si sta studiando la possibilità di svolgere gli studi teratogenici su cellule staminali in vitro, tuttavia le ricerche che volgono verso tale direzione non hanno ancora raggiunto risultati tali da permettere una sostituzione dei metodi attualmente in utilizzo. La complessità dei processi di formazione dell'embrione è tale da produrre numerosi problemi ad ogni tentativo di schematizzazione in vitro.

## Nesso di causalità
La determinazione del nesso di causalità risulta di vitale importanza per l'eventuale valutazione positiva di teratogenicità di un farmaco. Esso si basa sulla multicausalità e sul calcolo delle probabilità. Quattro sono i fattori di cui bisogna tener conto nello studio della causalità:
1. Non-attribuzione alla casualità
2. Metodo di studio
3. Plausibilità biologica
4. Associazione riproducibile

### Non-attribuzione alla casualità
Il primo, ovvio fattore da escludere per assicurare l'oggettività del risultato è la possibile casualità dell'associazione dovuta al campione preso in esame.
Essa si esclude valutando la differenza tra i dati probabilistici naturali e quelli riscontrati, riguardo alla malformazione studiata.

### Metodo di studio
I fattori riguardo al metodo di studio che renderebbero non valida la valutazione di rischio teratogenico sono numerosi. Risulta perciò necessario escluderli o renderli ininfluenti per l'obiettività dello studio.
- Fattori confondenti: si deve escludere che l'anomalia sia dovuta alla malattia che il farmaco in studio dovrebbe curare (ad esempio la toxoplasmosi comporta un rischio teratogenico indipendentemente dall'utilizzo della spiramicina, che ne rappresenta la terapia).[19]
- Bias dello studio: memorie imprecise, alterate o condizionate; pubblicazioni selettive dei risultati (ad esempio solo i risultati positivi).

Si può deve inoltre tener conto nella critica ad una valutazione teratogenica della presenza di risultati notevolmente significativi, che rende oggettivamente poco probabile la presenza di carenze nel metodo in cui lo studio è stato svolto, in quanto comporterebbe una gravissima mancanza e imperizia dello stesso.

### Plausibilità biologica
La plausibilità biologica, detta anche "coerenza", indica la verosimiglianza dei risultati con le conoscenze scientifico-biologiche correnti.
Essa, basandosi per l'appunto sullo stato delle conoscenze di un determinato periodo, non è da considerarsi come prova necessaria e sufficiente alla validazione o alla confutazione di un risultato di studio, ma solo come prova a favore o a sfavore di esso.
Anch'essa si basa su diversi fattori, da tenere in conto:
- Sequenzialità temporale: il farmaco presunto teratogeno (la causa) deve precedere la formazione dell'organo colpito (l'oggetto dell'effetto). Rientrano in questo caso anche farmaci assunti tempo prima della gravidanza, nel caso abbiano un'emivita molto lunga, e che quindi rimangono in circolo nel corpo per periodi di tempo prolungati. Nella valutazione del rischio teratogenico risulta quindi essenziale lo studio del calendario embriologico, che permette di conoscere lo sviluppo temporale dei diversi organi.
- Specificità: il farmaco ha un effetto teratogeno specifico, focalizzato su un particolare organo, ovvero è poco plausibile che diverse patologie siano imputabili allo stesso fattore. La specificità non è un fattore necessario ma di supporto allo studio.
- Effetto-dose: si ha una correlazione tra dose del farmaco e gravità o frequenza della malformazione. All'aumentare della dose gli effetti teratogeni aumentano, oppure è più probabile l'insorgenza di anomalie. La mancanza di questa correlazione non esclude la potenziale teratogenicità del farmaco, ma la sua presenza la avalla.
- Coerenza: gli effetti teratogeni del farmaco sono riconducibili all'effetto che il farmaco ha sui pazienti normali (effetti ed effetti collaterali).

### Associazione riproducibile
Il criterio di riproducibilità del risultato di un esperimento è tipico del metodo scientifico: l'associazione tra causa ed effetto deve poter essere osservata, e quindi supportata, da altri studi.

## Meccanismo di azione
La conoscenza del meccanismo di azione di un farmaco, cioè come esso interagisce con l'embrione e ne provoca la malformazione, può essere molto utile per mettere a punto delle strategie preventive che diminuiscano il rischio teratogeno nel caso si debba assumerlo.
Lo studio di tale meccanismo si basa sulla farmacocinetica e sulla farmacodinamica del farmaco, ossia sulla distribuzione e sui processi che il corpo compie sul farmaco, e sulle interazioni ed effetti che il farmaco provoca sul corpo.

## Enti di valutazione teratogenica
Dal momento che non è possibile affermare con assoluta certezza che un farmaco non sia dannoso per l'embrione, poiché sono sempre possibili effetti collaterali rari non preventivati, risulta utile stilare almeno una divisioni in classi basata su un fattore di rischio relativo.
Cinque sono gli enti che si sono impegnati, o si stanno impegnando attualmente, nella classificazione del rischio teratogeno dei farmaci: la Food and Drug Administration statunitense, l'Australian Drug Evaluation Committee australiano, il Farmaceutiska Specialiteter i Sverige svedese, il Bundesverband der Pharmazeutischen Industrie e.V. tedesco e il WGR (ente non nazionale).

### Food and Drug Administration (FDA)
La Food and Drug Administration statunitense introdusse per la prima volta nel 1979 un sistema di classificazione dei farmaci a seconda del loro rischio teratogenico se assunti durante la gravidanza. Il sistema si basa su cinque categorie: A, B, C, D, X. Tali categorie, accompagnate da testi standardizzati, sono volte a uniformare le informazioni sui dati sperimentali. L'inserimento di un farmaco all'interno di una categoria dipende dall'azienda produttrice e non da un ente indipendente.
L'obbligo di categorizzazione dei farmaci non è stato applicato ai farmaci inseriti nel mercato prima del 1979, pertanto è occorso uno studio indipendente del 2002 ad inserire nelle varie classi di rischio tali farmaci.
| Classe A | Studi adeguati e ben controllati non sono riusciti a dimostrare un rischio per il feto nel primo trimestre di gravidanza (e non si hanno prove di rischio nei trimestri successivi). |
| Classe B | Studi sulla riproduzione animale non sono riusciti a dimostrare un rischio per il feto e non si è in possesso studi adeguati e ben controllati su donne in gravidanza oppure gli studi su animali hanno dimostrato un effetto avverso ma studi adeguati e ben controllati sulle donne in gravidanza non sono riusciti a dimostrate un rischio per il feto in nessun trimestre. |
| Classe C | Studi sulla riproduzione animale hanno mostrato un effetto avverso sul feto e non si è in possesso di studi adeguati e ben controllati sugli umani, ma i benefici previsti possono rendere accettabile l'uso del farmaco nelle donne in gravidanza nonostante il fattore di rischio.                                                                                           |
| Classe D | Si è in possesso di prove effettive di rischio fetale per gli umani basate sui dati di reazioni avverse provenienti da esperienze epidemiologiche o di mercato o da studi sugli umani, ma i benefici previsti possono rendere accettabile l'uso del farmaco nelle donne in gravidanza nonostante il fattore di rischio.                                                        |
| Classe X | Studi sugli animali o sugli umani hanno dimostrato anormalità fetali e/o esiste prova effettiva di rischio fetale per gli umani basate sui dati di reazioni avverse provenienti da esperienze epidemiologiche o di mercato, e i rischi riguardanti l'uso del farmaco da parte di donne in gravidanza prevalgono chiaramente su qualsiasi beneficio possibile.                  |

#### Critiche sul metodo di classificazione
Tale sistema, nonostante modifiche formali minori, è ancora in vigore sostanzialmente.

#### Nuova proposta di classificazione
L'FDA, presa coscienza delle critiche mosse al metodo attuale, nel 2008 ha deciso di avviare una procedura di revisione dell'intero sistema di classificazione.

### Australian Drug Evaluation Committee (ADEC)
A partire dal 1989 l'Australian Drug Evaluation Committee (ADEC), un organo dell'ente pubblico australiano Therapeutic Goods Administration (TGA), ha inserito tra le proprie pubblicazioni un opuscolo informativo sulla prescrizione dei farmaci durante la gravidanza. Solamente con la quarta edizione del 1999 venne introdotta una suddivisione in classi di rischio teratogenico.
Essa utilizza, oltre ai criteri canonici di valutazione, anche la frequenza con cui i farmaci sono utilizzati da donne in gravidanza. In questo modo farmaci per cui gli studi epidemiologici siano insufficienti si basano sull'assenza di denunce di sintomi collaterali da parte di un vasto pubblico (presunto) di donne che l'hanno assunto durante la gravidanza. Tale metodo ha permesso di indicare una gamma relativamente vasta di farmaci considerati relativamente sicuri.
L'attuale sistema di classificazione si basa su cinque fasce: A, B1, B2, B3, C, D, X.
| Classe A  | Alta frequenza di assunzione da parte di donne incinte e in età fertile: non è stato rilevato un aumento provato di malformazioni o effetti tossici diretti e indiretti sul feto. |
| Classe B1 | Frequenza moderata di assunzione da parte di donne incinte e in età fertile: non è stato rilevato un aumento provato di malformazioni o effetti tossici diretti e indiretti sul feto. Gli studi su animali non hanno dimostrato una maggiore occorrenza di danni fetali.                                                                       |
| Classe B2 | Frequenza moderata di assunzione da parte di donne incinte e in età fertile: non è stato rilevato un aumento provato di malformazioni o effetti tossici diretti e indiretti sul feto. Non sono presenti studi animali adeguati, ma i dati disponibili non mostrano alcuna prova di maggiore occorrenza di danni fetali.                        |
| Classe B3 | Frequenza moderata di assunzione da parte di donne incinte e in età fertile: non è stato rilevato un aumento provato di malformazioni o effetti tossici diretti e indiretti sul feto. Gli studi animali hanno provato una maggiore frequenza di danni fetali, ma si è incerti sull'effettiva rilevanza di tali risultati per gli esseri umani. |
| Classe C  | Farmaci che hanno provocato o si sospetta siano causa di effetti tossici che possono essere reversibili e non presentano malformazioni. |
| Classe D  | Farmaci che hanno provocato, si sospetta siano causa o si prevede possano causare una maggiore frequenza di malformazioni o danni irreversibili. |
| Classe X  | Farmaci con rischio elevato di causare danni permanenti al feto: se ne sconsiglia fortemente l'utilizzo durante la gravidanza o quando è possibile che si sia incinta. |

Come viene fatto notare nello stesso testo dell'ADEC, dal momento che tutti i farmaci delle classi B si basano solamente su studi animali, non sussiste alcuna sicurezza maggiore certa dei farmaci di tali classi rispetto a quelli di classe C.
Attualmente la classificazione sta venendo aggiornata, per offrire informazioni più esaustive circa i farmaci.

### Farmaceutiska Specialiteter i Sverige
Fin dal 1978 la Farmaceutiska Specialiteter i Sverige (FASS), una pubblicazione del Läkemedelsindustriföreningen (LIF - associazione delle aziende produttrici di farmaci), ha incluso una sezione riguardo alla prescrizione e alla somministrazione dei farmaci durante la gravidanza, l'allattamento e l'età fertile.
L'attuale sistema di classificazione si basa su quattro fasce: A, B1, B2, B3, C, D.
| Classe A  | Farmaci in commercio da lungo tempo, presumibilmente assunti da un alto numero di donne incinte o in età fertile, o per cui sono stati compiuti studi epidemiologici soddisfacenti: non è stato rilevato un aumento provato di malformazioni o effetti tossici diretti e indiretti sul feto. La classificazione può non rispettare i risultati degli studi animali, quando hanno poco valore comparati all'esperienza umana. |
| Classe B  | Farmaci assunti solamente da un numero limitato di donne incinte o in età fertile, o per cui mancano studi soddisfacenti: non sono state riportate una maggiore incidenza di malformazioni o effetti tossici diretti e indiretti sul feto. Dal momento che mancano dati umani sufficienti, sono introdotte le tre sottocategorie, basate sguli studi animali.                                                                |
| Classe B1 | Farmaci che non hanno mostrato un aumento di incidenza degli effetti avversi. |
| Classe B2 | Farmaci per cui mancano studi adeguati, ma quelli disponibili non mostrano alcun aumento di incidenza degli effetti avversi. |
| Classe B3 | Farmaci che hanno mostrato un aumento dell'incidenza degli effetti avversi sugli animali, ma è poco chiara l'effettiva rilevanza per l'uomo. |
| Classe C  | Farmaci che hanno causato o si ritiene probabile possano provocare rischio per il feto o per il neonato, senza produrre tuttavia malformazioni dirette. È poco chiaro se tali risultati degli studi animali siano significativi o meno per l'uomo. |
| Classe D  | Farmaci che hanno causato nell'uomo, o è probabile che possano provocare un aumento dell'incidenza di malformazioni maggiori nel feto o nel neonato. Tra essi sono inclusi i farmaci teratogeni primari e quelli che hanno effetti collaterali che possono provocare danni diretti e indiretti al feto. |